# Zalizne
Zalizne (em ucraniano:  Залізне, anteriormente Artemove (em ucraniano:  Артемове, em russo:  Артёмово) é uma cidade da Ucrânia, situada no Oblast de Donetsk. Tem 7 km² de área e sua população em 2020 foi estimada em 5.105 habitantes.
A cidade era anteriormente chamada Artemove, mas foi renomeada para Zalizne em 19 de maio de 2016, durante o processo de descomunização do país.